# Antikonst
Antikonst är ett begrepp, som ibland har använts som beteckning på sådan konst som står i motsats till den etablerade konsten. Det kan beskrivas som konst som förnekar alla traditionella värderingar, frångår vedertagna estetiska normer samt ifrågasätter konstbegreppet och själva konstens existensberättigande. Happeningen kan också betraktas som en form av antikonst.
Konstformen uppstod under 1910-talet senare del med dadaismen, då flera av dess företrädare började producera antikonst eller helt slutade att skapa konst i syfte att påtala konstens död. Bland annat konstnärerna Marcel Duchamp och Yves Klein var kända utövare av antikonst.